# Telephanus simplicicollis
Telephanus simplicicollis es una especie de coleóptero de la familia Silvanidae.

## Distribución geográfica
Habita en México.